# Plan Andinia

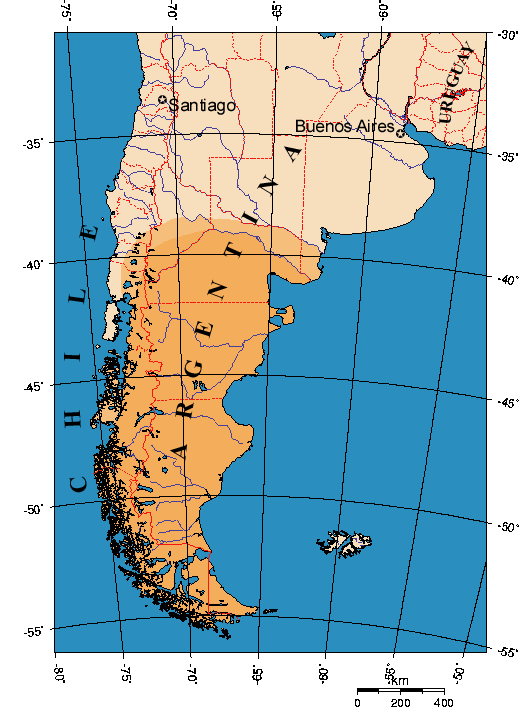
La Patagonie, où selon la théorie le plan Andinia devait se mettre en œuvre.

Le plan Andinia est une théorie du complot juif, conçue en 1971 par Walter Beveraggi Allende, professeur d’économie de Buenos Aires, et portant qu’un État juif était en cours de création dans certains territoires de l’Argentine et du Chili. Cette théorie reposait en partie sur une interprétation tendancieuse des projets historiques (réels), surgis à la fin du XIXe siècle et au début du XXe siècle, qui visaient à permettre une immigration juive organisée vers l’Argentine, mais dans lesquels il n’était de toute manière nullement envisagé d’instaurer un État juif en Argentine. Bien qu’aucune preuve formelle de son existence réelle n’ait pu être apportée à ce jour (2017), la dénomination et la teneur de cette théorie connaîtra une grande vogue dans les milieux d’extrême droite en Argentine et au Chili et servira de point d’appui à une campagne antisémite au sein des forces armées et des services de sécurité argentins,,.

## Genèse et diffusion de la théorie
Le plan Andinia est une théorie du complot juif qui fut conçue et propagée en 1971 par Walter Beveraggi Allende, professeur d’économie à l’université de Buenos Aires, et qui réactualisait, en les transposant à la situation argentine, les thèses antisémites contenues dans les Protocoles des sages de Sion. Ce même auteur publiera plus tard un ouvrage intitulé La inflación argentina qui, quoique se focalisant sur des sujets économiques, exhibait sur sa couverture l’image d’une Argentine crucifiée par un juif utilisant des étoiles de David en guise de clous. 
Cependant, des recherches plus récentes ont permis d’établir que la théorie est antérieure à Beveraggi Allende et qu’elle fut esquissée pour la première fois par un petit parti néonazi, le Front national-socialiste argentin, fondé par les enfants d’Adolf Eichmann à la suite de l’enlèvement et du passage en jugement de celui-ci. Dans la revue du parti figurait en effet une première mention du supposé Plan Andinia, qui ressurgira par la suite dans une publication anonyme de 1965.
Cette théorie a été utilisée par les milieux d’extrême droite comme instrument rhétorique pour attaquer les juifs et leurs institutions. En 1971, un libelle circula chez les officiers de l’armée argentine, portant le titre « Plan Andinia » et accusant la communauté juive internationale et les sionistes de projeter de faire main basse sur l’Argentine méridionale ; le libelle n’a jamais depuis lors cessé de circuler.
En 2003, le commandant en chef de l’armée argentine, le général Roberto Bendini, se vit au centre d’une polémique après qu’eurent été divulguées des paroles supposément prononcées par lui devant les étudiants de l’École de guerre à propos du plan Andinia. Plusieurs associations juives élevèrent des protestations, et le gouvernement fut obligé de publier un désaveu officiel,.
Le journaliste Jacobo Timerman raconta que lorsqu’il fut interrogé sous la dictature militaire  dans les années 1980, on exigeait de lui des détails sur le plan Andinia.
Plus récemment, à partir de 2005, la théorie refit surface et se propagea à travers les réseaux sociaux et l’Internet, dans le contexte suivant : les terres du sud argentin ont été mises en vente par le gouvernement et quelque 300 000 km² (10 % du territoire argentin) sont entre les mains d'étrangers, selon la Fédération agraire argentine. On retrouve des acheteurs divers, comme le Belge Huber Grosse qui a acheté 11 000 hectares dans la province de Rio Negro, Joseph Lewis, un milliardaire judéo-britannique, qui a acquis 14 000 hectares, encerclant le lac Escondido, et Ted Turner, vice-président de AOL Time Warner et fondateur de la chaîne CNN, qui a acquis 45 000 hectares.  
Des « communautés d’expulsion » (comunidades de rechazo) furent mises sur pied en Patagonie argentine, groupes que peut-être il y a lieu de mettre en rapport avec les attaques anonymes perpétrées vers la même époque contre des touristes israéliens, notamment dans la ville de Bariloche. Le premier de ces actes de violence survint en 2013, lorsqu’un jeune Israélien fut chassé d’un hôtel à El Bolsón en raison de son origine, et arriva à la connaissance du public après que la victime s’en fut plainte publiquement. En mars 2014 se produisirent de nouvelles agressions, cette fois dans la zone du lac Puelo, où un cocktail Molotov fut lancé contre un complexe de chalets propriété d’un membre de la communauté juive, et où en 2015, un hôtel hébergeant majoritairement des touristes israéliens fut attaqué, faisant plusieurs blessés.

## Description et fondements historiques du plan Andinia
Selon cette théorie du complot, un plan aurait été élaboré tendant à détacher de l’Argentine et du Chili leur région patagonienne et à fonder dans ces territoires un nouvel État juif. Quoique cette théorie soit de date assez récente, elle s’appuie sur l’ouvrage l’État des Juifs (Der Judenstaat, 1882) de Theodor Herzl, qui sert de base au sionisme moderne et dans lequel est évoquée l’éventualité d’acquérir des terres en Palestine ou en Argentine en vue de la création d’un État-nation juif ; plus particulièrement, l’auteur déclare que « l’Argentine est du point de vue naturel l’un des pays les plus riches de la terre, d’une superficie énorme, d’une faible densité de population et d’un climat tempéré », mais ajoutant aussitôt que « la Palestine est notre inoubliable patrie historique. Ce nom seul agirait sur notre peuple comme un appel puissamment saisissant ». 
En réalité, l’option de fonder un État juif en Patagonie ne fut rien d’autre qu’une proposition théorique de Herzl, formulée uniquement à titre d’exemple, de la même façon que l’auteur se référait à l’antécédent historique que représentait l’achat de l'Alaska à l’Empire russe par les États-Unis ; au demeurant, cette idée fut bientôt écartée comme n’étant pas viable. Plus tard, le Sixième congrès sioniste de 1904 se pencha également sur la question s’il fallait continuer de solliciter un foyer national en Palestine ou accepter la proposition britannique, formulée le 25 janvier 1904, de quelque 13 000 km2 en Afrique orientale (dans l’actuel Ouganda). En avril 1904, l’option africaine s’était déjà dissipée elle aussi, avant que Theodore Herzl ne s’éteignît en juillet 1904.
La théorie du complot soutient que le plan Andinia vit le jour lors du congrès sioniste international de l’Organisation sioniste mondiale tenu du 29 au 31 août 1897 à Bâle, en Suisse, encore qu’il n’y ait de cela pas la moindre preuve. Significativement, c’est aussi aux participants à ce même congrès que sont imputés les Protocoles des sages de Sion, en réalité sans doute rédigés par Mathieu Golovinski et publiés pour la première fois en Russie dans un périodique en 1903, puis reproduit le 8 mai 1920 dans les pages du journal britannique The Times. Le  quotidien dut publier un an plus tard, le 8 mai 1920, une rétractation reconnaissant qu’il s’agissait d’un faux.
Il est affirmé occasionnellement que le dessein du banquier allemand Maurice de Hirsch de fonder, à travers la Jewish Colonization Association, des foyers de peuplement juifs en Argentine doit être considéré comme le premier essai de création d’un État juif suivant les linéaments du plan Andinia ; toutefois, il y a lieu de souligner que la grande majorité des colons juifs d’alors ne se sont pas implantés en Patagonie, mais bien plus au nord de celle-ci, dans la province de Buenos Aires, c’est-à-dire dans une zone beaucoup plus proche de la capitale Buenos Aires, le plus grand port du pays, zone où sera fondée en 1905 la localité de Mauricio Hirsch en mémoire du philanthrope,,.
Lorsque Herzl présenta son projet devant la Commission royale d’immigration (Royal Immigration Commission) du Royaume-Uni à Londres en 1902, il fit allusion aux tentatives de colonisation accomplies en Argentine sous l’impulsion de Hirsch par des juifs Ashkénazes (principalement des exilés de Prusse et de la Russie tsariste). Qualifiant d’« échec » ces tentatives, échec attribuable selon lui au « manque d’idéal » du philanthrope allemand, il tenait à bien différencier le projet de Hirsch d’avec son propre projet de colonisation. 
On peut signaler encore que parallèlement à l’afflux de colons juifs en Palestine, l’Union soviétique créa en 1934 l’Oblast autonome juif, qui sera pendant de longues années, à côté d’Israël, le seul État juif, quoique sans constituer un État souverain. Parmi les multiples raisons de ce projet stalinien, il y avait la croyance que les juifs étaient un peuple errant incapable de s’intégrer dans le tissu de l’URSS et de se fondre dans le moule soviétique, l’opinion qu’il était d’importance vitale de peupler l’Extrême-Orient russe, et l’idée qu’il fallait contenir le sionisme au-dedans des frontières des républiques socialistes,. 
Les tenants de la théorie affirment que la création de l’Andinie sur le territoire de la Patagonie s’accomplirait par la mise en œuvre « des mêmes méthodes » que celles ayant permis la création de l’État d’Israel. Parmi les moyens destinés à faire aboutir le présumé plan Andinia, on relève en particulier la migration massive de juifs vers l’Argentine, et l’acquisition d’une grande étendue de terre dans ce pays, par les soins de la Jewish Colonization Association, à travers sa centrale sise dans la cité de Londres, en Angleterre.
Actuellement (2019), le principal tenant et propagateur de la théorie est Adrián Salbuchi, membre fondateur de Proyecto Segunda República (littér. Projet Deuxième République), association politique argentine nationaliste, accusée par la DAIA (Delegación de Asociaciones Israelitas Argentinas) de diffuser des idées antisémites.